# Royal Gorge
Le Royal Gorge est un canyon de la rivière Arkansas situé à l'ouest de Cañon City, dans l'État du Colorado. Étant l'un des canyons les plus profonds du Colorado, il est également connu sous le nom de Grand Canyon de l'Arkansas (rivière), avec une profondeur maximale de 381 mètres. Le canyon est également très étroit - 15 mètres de large à sa base jusqu'à 91 mètres à son sommet -, car il se fraye un chemin à travers les formations granitiques situées sous Fremont Peak et YMCA Mountain, qui s'élèvent respectivement au-dessus des rives nord et sud.

## Histoire

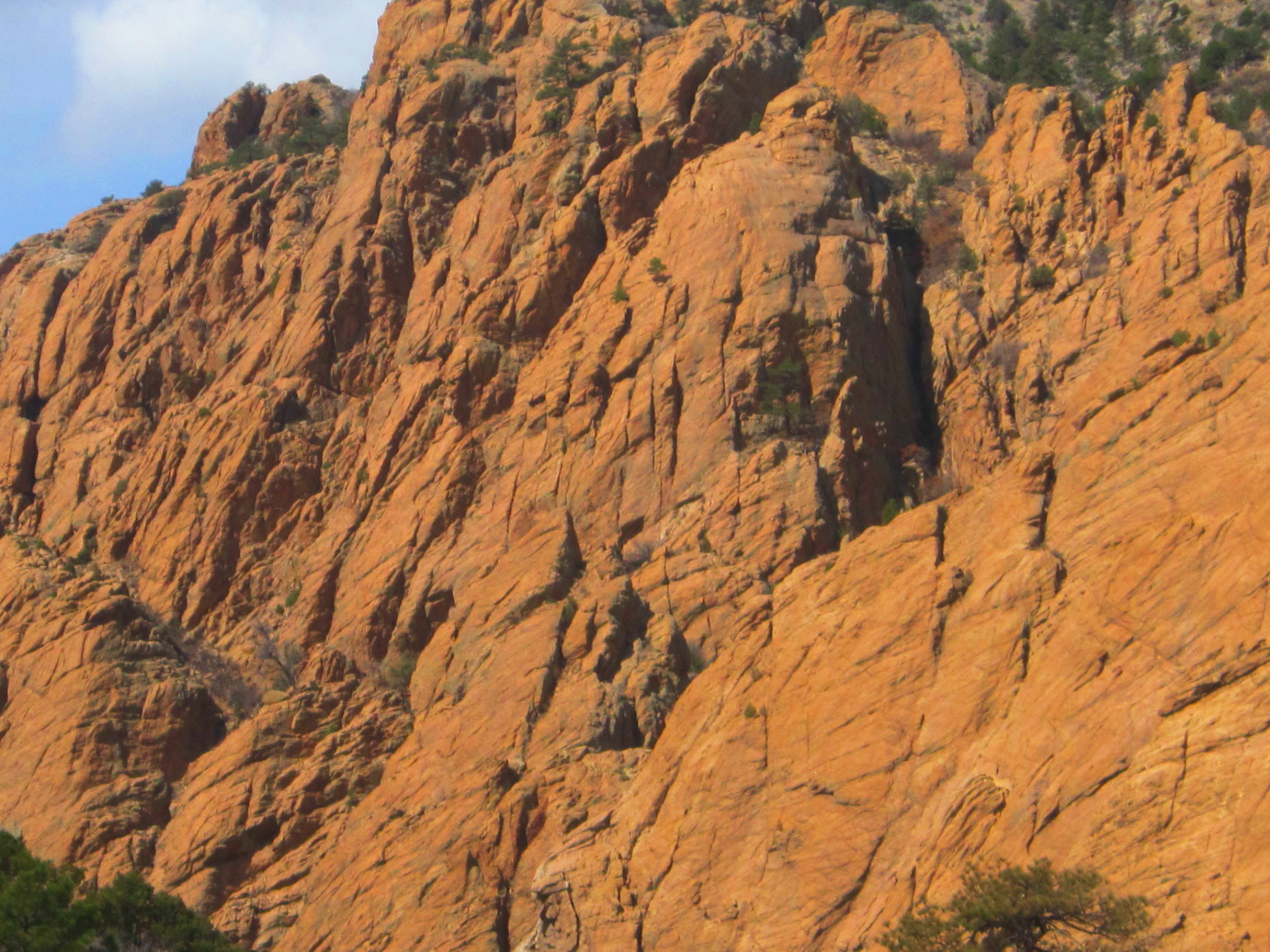
Le mur de Royal Gorge.

Une vue de la Royal Gorge Route Railroad.

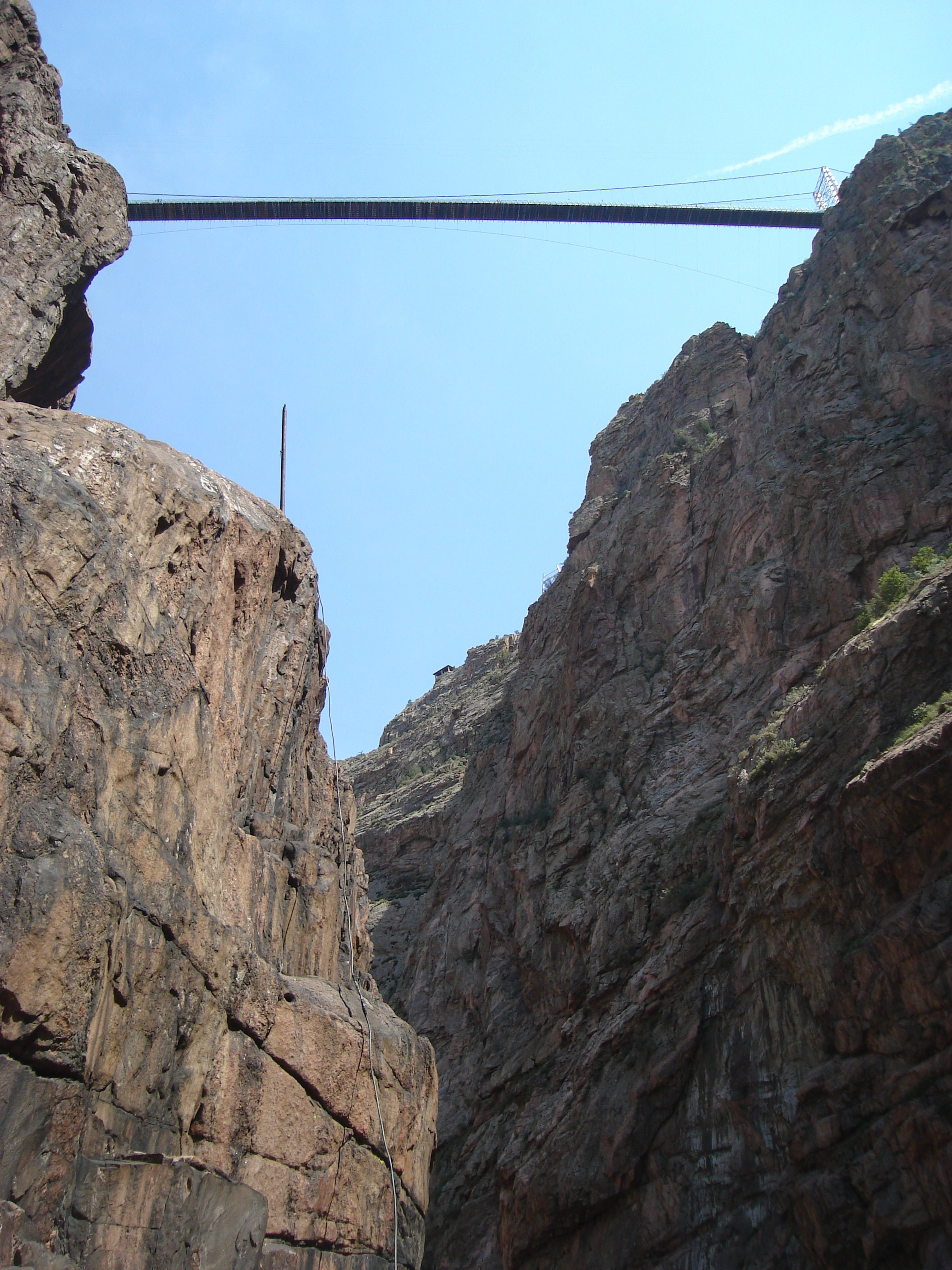
Vue du pont Royal Gorge, d'en bas.

En 1929, la ville de Cañon City a autorisé la construction du pont Royal Gorge, qui à 291 mètres au-dessus de la rivière détenait le record du plus haut pont du monde de 1929 à 2001. Le pont est la pièce maîtresse du Royal Gorge Bridge and Park, un parc d'attractions avec des manèges et des attractions des deux côtés de la gorge. Le terrain et le pont appartiennent à la ville et sont loués à une société basée à Dallas, la Royal Gorge Bridge Company, qui détient les droits de location depuis 1947. Une autre société basée à Dallas appelée Leisure and Recreational Concepts a été embauchée par la Royal Gorge Bridge Company en 1984 pour gérer les opérations quotidiennes du parc. 
En 1955, des parties du film Le Pacte des tueurs avec Broderick Crawford, Ralph Meeker, Lon Chaney Jr., William Talman, Charles Bronson et Felicia Farr ont été tournées à Royal Gorge Park et Cañon City. 
Le 11 juin 2013, un incendie de forêt s'est déclaré près du pont et du parc Royal Gorge qui a finalement détruit 48 des 52 bâtiments du parc des deux côtés de la gorge. Le pont n'a été que légèrement endommagé, certaines planches brûlées devant être remplacées. Le parc a été reconstruit et rouvert le 30 août 2014.

## Activités
Le rafting est l'activité la plus populaire. Le base-jump, le saut à l'élastique et l'escalade ne sont généralement pas autorisés dans les gorges. À l'occasion, lors d'événements spéciaux tels que les jeux GoFast, des sauts de pont ont été autorisés par la ville et le locataire du pont et du parc.

## Galerie

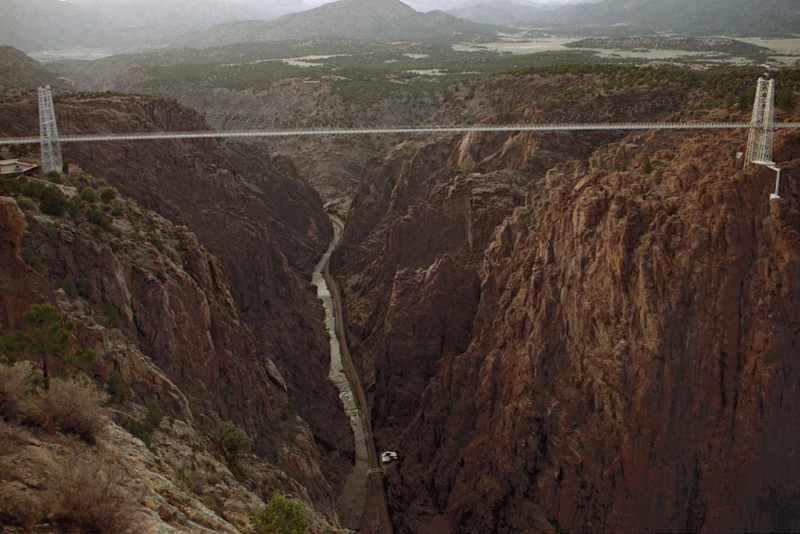
Gorge et pont depuis le côté sud.
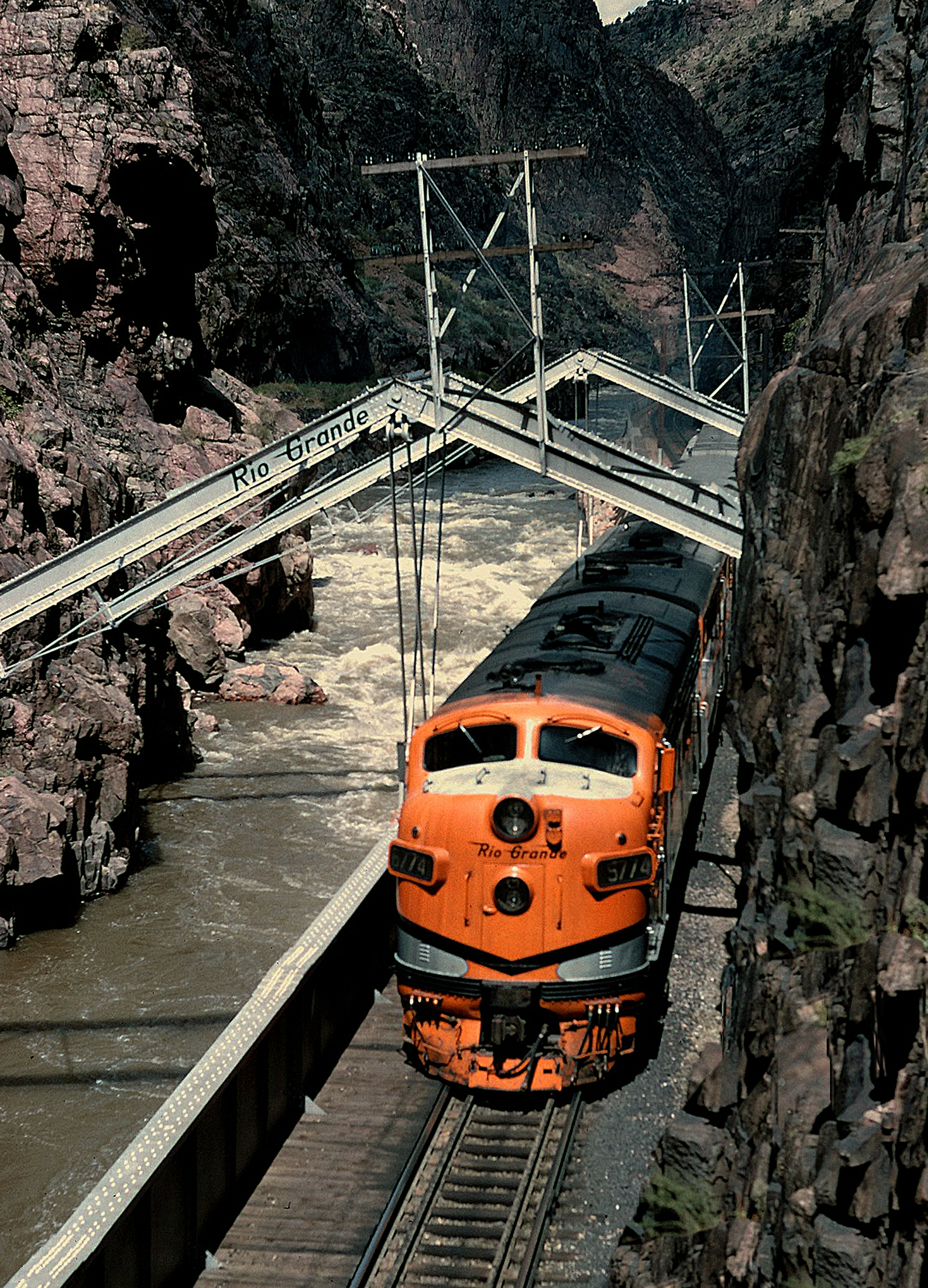
Train et pont suspendu.
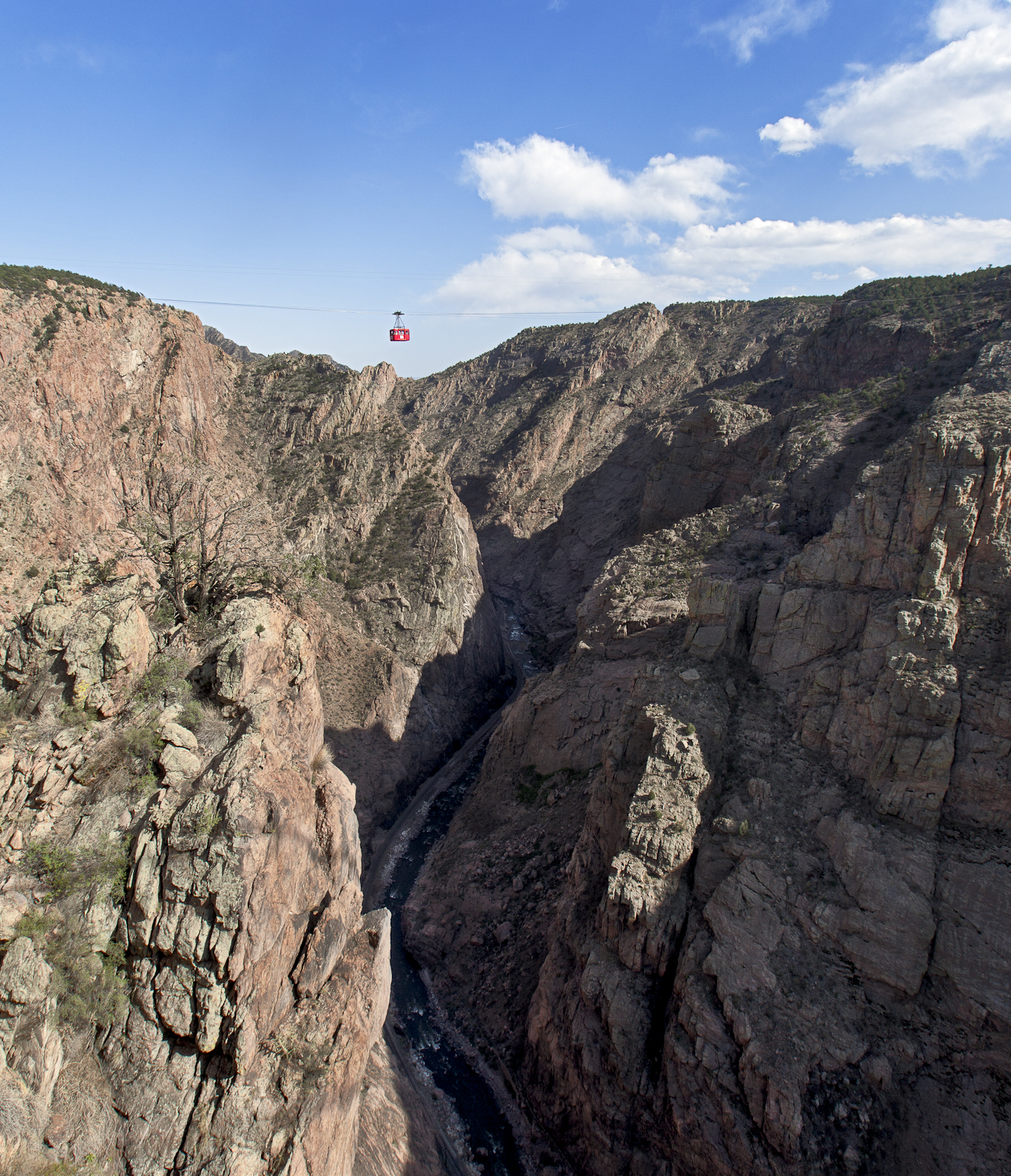
À l'est du pont.
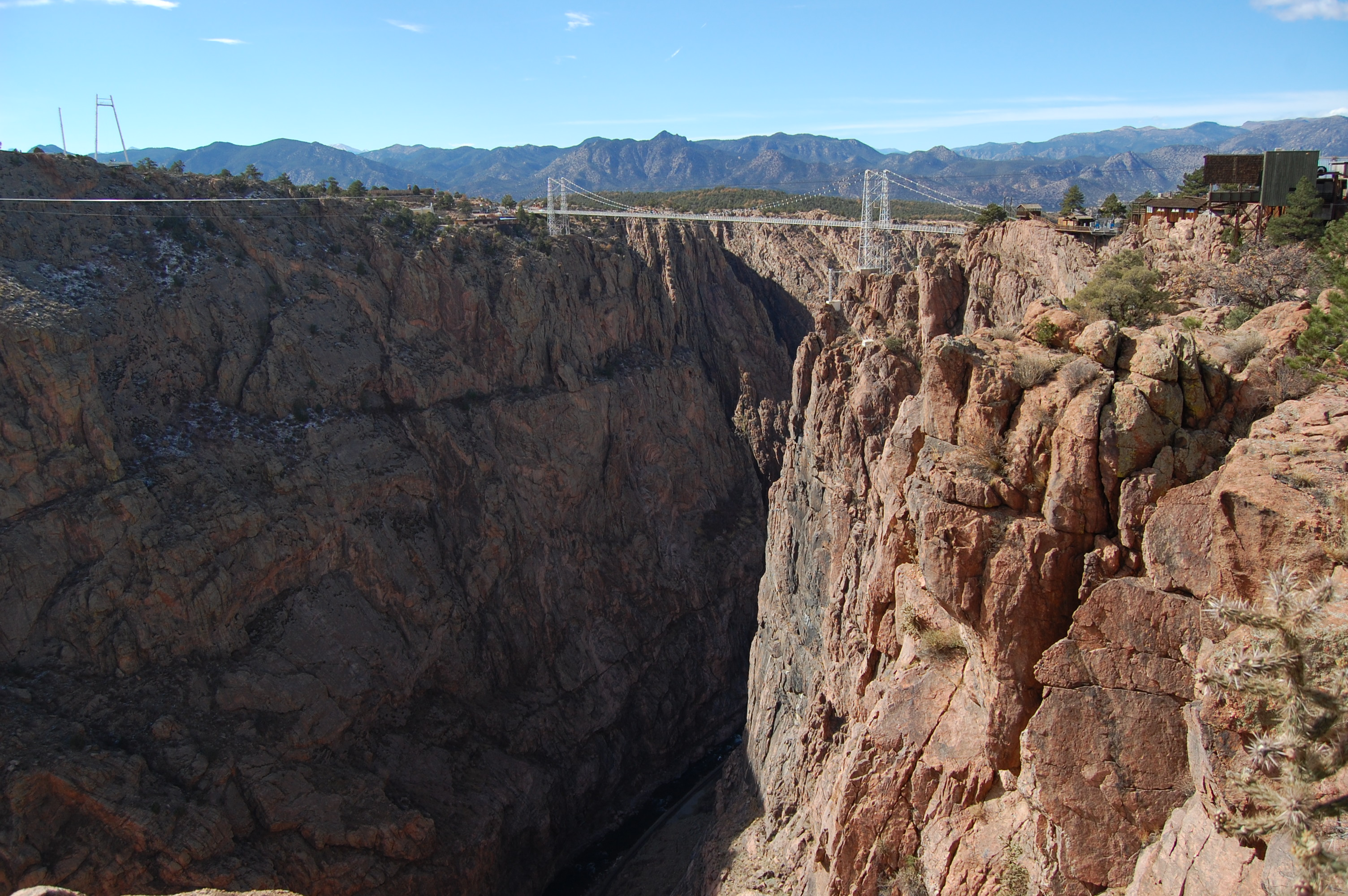
Gorge et pont depuis le côté nord.
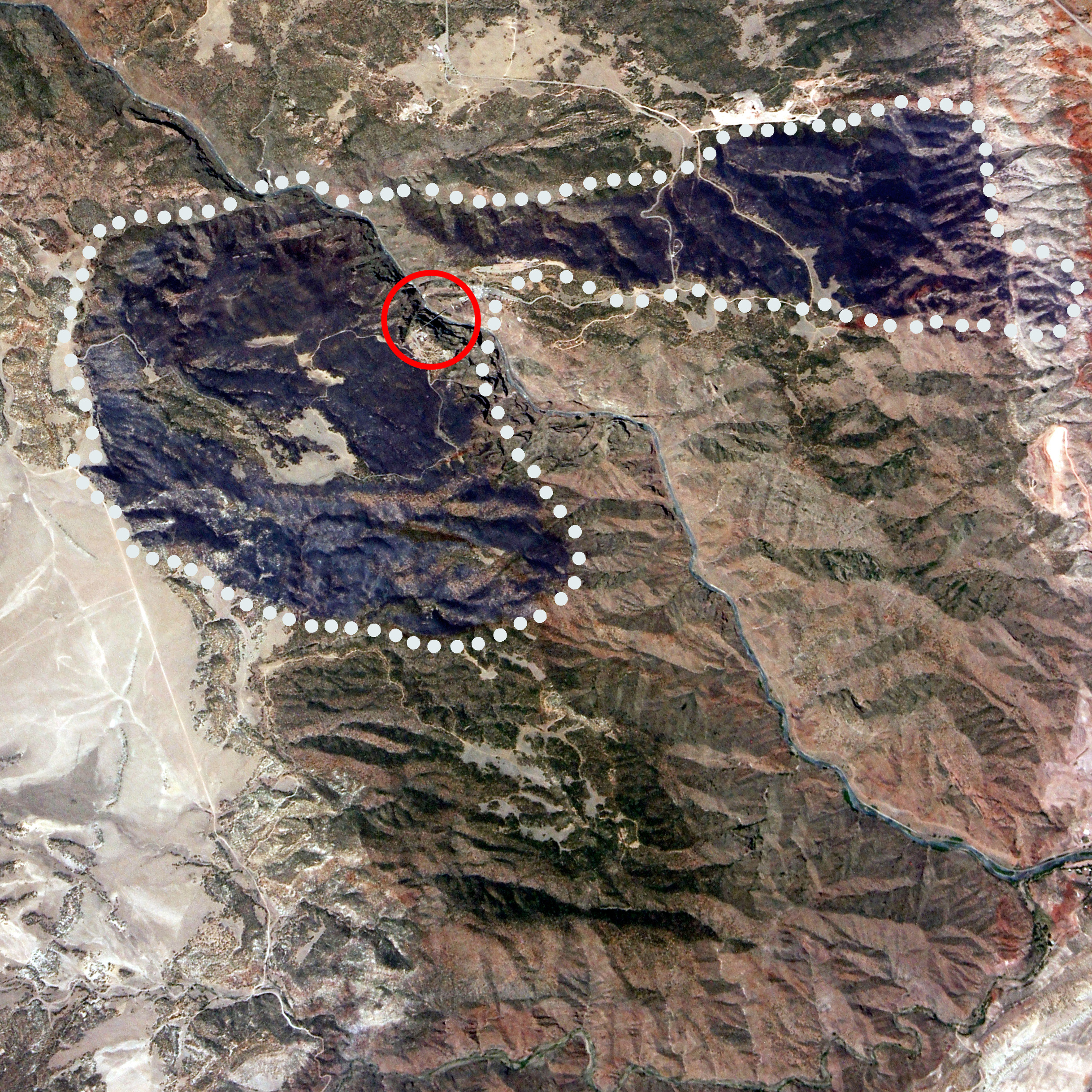
Image ISS de zones brûlées avec le pont entouré en rouge.